# Simbal
Simbal és un poble peruà a uns 40 km a l'est de la ciutat de Trujillo. És la capital del districte de Simbal. Camp de Simbal, localitzada prop del poble de Simbal, és un lloc amb molta naturalesa, aquest camp és visitada principalment per turistes de la ciutat de Trujillo. Festes patronals del Senyor de la Pietat, celebrat del 17 al 29 gener.